# Lester Holtzman

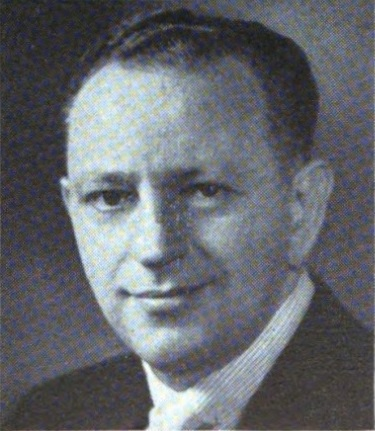
Lester Holtzman

Lester Holtzman (* 1. Juni 1913 in New York City; † 12. November 2002) war ein US-amerikanischer Jurist und Politiker. Zwischen 1953 und 1961 vertrat er den Bundesstaat New York im US-Repräsentantenhaus.

## Werdegang
Lester Holtzman wurde ungefähr ein Jahr vor dem Ausbruch des Ersten Weltkrieges in New York City geboren. Er besuchte öffentliche Schulen und graduierte an der St. John’s Prelaw School. Dann ging er auf die St. John’s University School of Law in Brooklyn, welche er 1935 mit einem Bachelor of Laws wieder verließ. Seine Zulassung als Anwalt erhielt er im selben Jahr und begann dann in Middle Village in Queens County zu praktizieren. Politisch gehörte er der Demokratischen Partei an.
Bei den Kongresswahlen des Jahres 1952 wurde Holtzman im sechsten Wahlbezirk von New York in das US-Repräsentantenhaus in Washington, D.C. gewählt, wo er am 4. Januar 1953 die Nachfolge von James J. Delaney antrat. Er wurde vier Mal in Folge wiedergewählt und trat am 31. Dezember 1961 von seinem Sitz zurück.
Zwischen 1962 und 1973 war er Richter am New York Supreme Court. Holtzman war Präsident und Chief Executive Officer (CEO) der Central Queens Savings and Loan Association. Er starb am 12. November 2002.